# Плюска
Плю́ска (лат. cúpula — чашечка) — чашевидный орган, окружающий плод некоторых растений порядка Букоцветные (Fagales). Образуется в результате срастания листьев и прицветников редуцированного соцветия. Может покрывать плод целиком. 

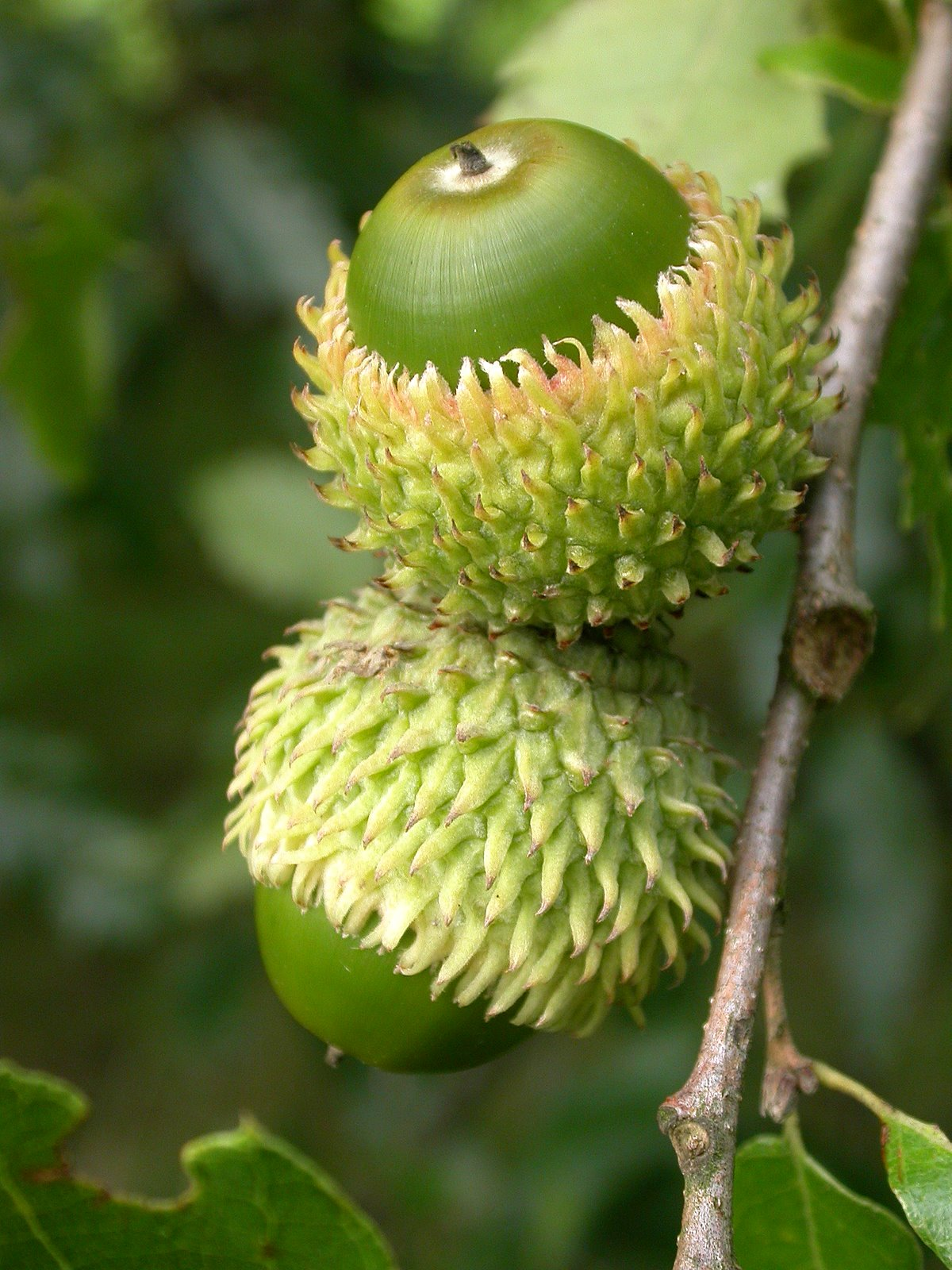
Жёлуди обладают ясно выделяющейся плюской

Является характерной чертой растений семейства Буковые (Fagaceae), вследствие чего отдельные исследователи относили растения, образующие плюски (дуб, лещина, каштан), в отдельное семейство, более или менее совпадающее с указанным семейством. О. П. Декандоль в своей классификации объединил растения, имеющие плюски, в семейство (лат. Cupuliferae) — буквально это можно перевести как чашечконосные, плюсконосные или блюдценосные.
В классификации Бентама и Гукера, тоже устаревшей, также есть это семейство, правда, объединяющее несколько больше растений.